# پلی‌بوی اینترپرایسز
پی‌ال‌بی‌وای گروپ، آی‌ان‌سی.، یک شرکت رسانه ای و سبک زندگی جهانی آمریکایی است که توسط هیو هفنر با عنوان پلی‌بوی اینترپرایسز، آی‌ان‌سی. برای نظارت بر مجله پلی‌بوی و دارایی های مرتبط در سال ۱۹۵۳ تاسیس شد. دفتر مرکزی شرکت پلی‌بوی اینترپرایسز در لس آنجلس، کالیفرنیا قرار دارد. فعالیت این شرکت بر روی چهار حوزه کسب و کار اصلی متمرکز است که شامل: سلامت جنسی، مد و پوشاک، بازی و سبک زندگی، و زیبایی و آراستگی می‌باشد.